# Zofia Rączka
Zofia Rączka (ur. 9 lipca 1927 w Lesznie, k. Kutna, zm. 22 października 2010 w Żywcu) – polska archiwistka i regionalistka.

## Życiorys
Urodziła się w 1927 w Lesznie koło Kutna, jako córka Leona Rączki i Genowefy Pawlus. Szkołę podstawową kończyła w Kutnie. Podczas okupacji pracowała, jako robotnica rolna i kontynuowała naukę w tajnych kompletach (w 1939 zdała egzamin wstępny do gimnazjum w Łęczycy). W 1946 ukończyła Liceum Ogólnokształcące im. M. Kopernika w Żywcu. W tym samym roku podjęła pracę nauczycielki (od maja 1946 do 31 sierpnia 1947). Studiowała (1947–1951) historię na Uniwersytecie Jagiellońskim. Po studiach pracowała w służbie archiwalnej 35 lat w Będzinie i w Żywcu 25 lat, do 1986 r.
Działalność w Towarzystwie Miłośników Ziemi Żywieckiej (TMZŻ) rozpoczęła w 1960. W TMZŻ pełniła funkcję sekretarza oraz członka kolegium redakcyjnego „Karty Groni” Od 1990 była redaktorem naczelnym. W latach 1965–1973 była członkiem prezydium MRN w Żywcu oraz członkiem komisji kultury. Uczestniczyła w pracach Społecznego Komitetu Odbudowy Parku i Zamku Żywieckiego, była członkiem Rady Muzealnej.
Także działała w Akcji Katolickiej, w parafii pw. św. Floriana w Żywcu. Rejestrowała polonika w archiwach Paryża, Brukseli, Madrytu. Charakteryzowała ją pasja badawcza i duża wiedza o regionie oraz pasja malarska (malarstwo nieprofesjonalne), a także poezja.
Należała do ludzi skromnych, nie narzucających się, ale chętnie udzielała pomocy merytorycznej – zwłaszcza w sprawach historii, kultury, tradycji regionu żywieckiego. Publikowała m.in. w takich pismach, jak: „Karta Groni”, „Gronie”, „Archeion”, „Zaranie Śląskie”, „Małopolskie Studia Historyczne”, „Gazeta Żywiecka” czy „Nad Sołą i Koszarawą”. Członek Honorowy TMZŻ.
Zmarła 22 października 2010 w Żywcu. Została pochowana na cmentarzu parafii św. Floriana mieszczącym się na Zabłociu.
Jej imieniem nazwano rondo na skrzyżowaniu ulic Armii Krajowej, Browarnej i Wyzwolenia w Żywcu.

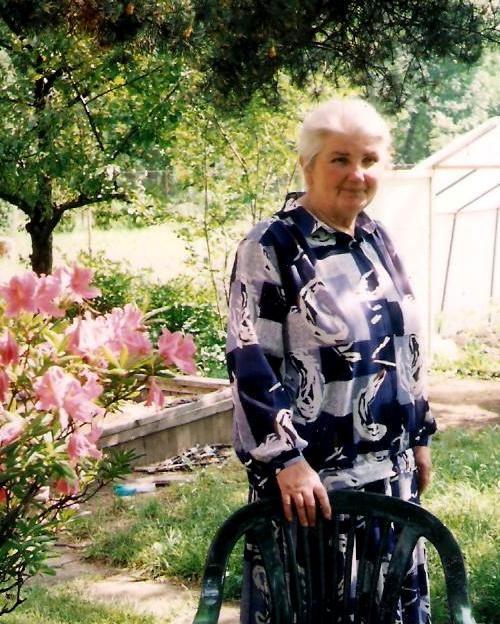

## Publikacje
- Przewodnik po kościołach żywieckich, Żywiec 1992
- Przewodnik po zamku i parku żywieckim, Żywiec 1997
- Żywiec. Rys historyczny od powstania miasta do 1918, Żywiec 1997
- Archiwa dóbr ziemskich Żywiecczyzny, Żywiec 1998
- Kiedy maluję, Żywiec 2000
- Po której orbicie krążysz, Żywiec 2002
- Habsburgowie żywieccy i ich siedziba w Żywcu, Żywiec 2003
- Żywiec. Rys historyczny okres międzywojenny 1918-1939, Żywiec 2005
- Żywiec. Rys historyczny. Zabłocie od powstania osady do 1950 roku, Żywiec 2005
- Żywiec. Rys historyczny od powstania miasta do 1939 r. (wznowienie uzup.), Żywiec 2010